# 拜副將徑

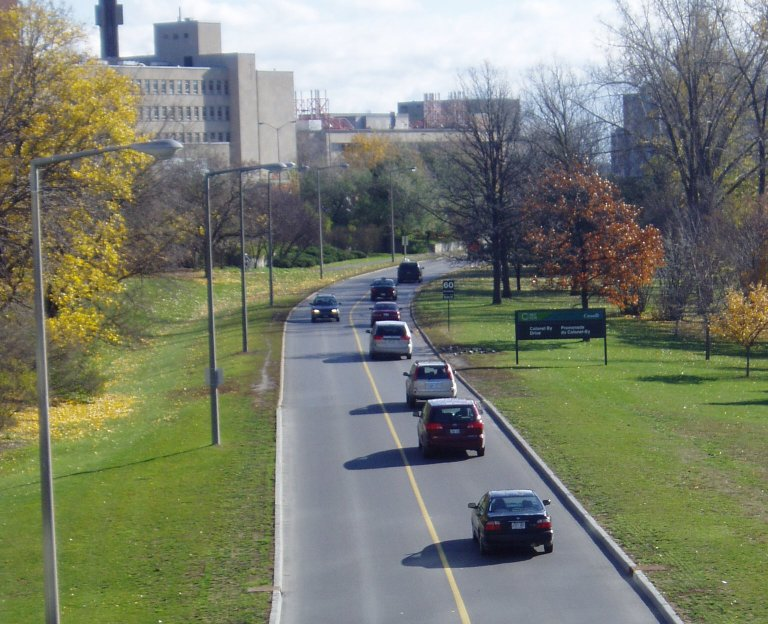
洛里埃路大橋（Laurier Avenue Bridge）以南的拜副將徑路段

拜副將徑（英語：Colonel By Drive）是加拿大安大略省渥太華的一條風景優美的公園徑，長約8.1（5.0英里）。該道路以約翰·拜上校（Colonel John By，實際上為中校）的名字命名。拜副將為麗都運河（Rideau Canal）的修建者。該道路由麗都街（Rideau Street）的修適士徑（Sussex Drive）盡頭沿著麗都運河延伸。然後繼續向南和向西延伸8（5.0英里），到達野豬背道（Hog's Back Road），蜿蜒穿過數個住宅區，經過杜氏湖（Dow's Lake）及卡爾頓大學。向北，這條路經過加拿大國防總部、渥太華會議中心及威斯汀酒店，然後在威靈頓街（Wellington Street）和麗都街完結。在經過麥肯齊金大橋（Mackenzie King Bridge）後，政府會議中心的後門也可以從街道進入。蜿蜒的兩車道公路限速為60每小時（37英里每小時）。
幾十年來，運河以東地區一直是渥太華的主要鐵路線，連接著靠近運河北端的渥太華火車站。在1960年代中期，火車站在城市東端的一個工業區東南約3（1.9英里）處在爭議下重新安置，使運河東岸的地區開放供發展。國家首都委員會（National Capital Commission）因此決定設立一條風景優美的公園徑。伊利沙伯女皇徑（Queen Elizabeth Driveway）是另一條風景秀麗的加拿大公園徑，已經在運河的另一邊起到了同樣的作用。
與運河另一側相鄰的伊利沙伯女皇徑一樣，行人及單車在與拜副將徑並排的小徑上很常見。在夏季的幾個月裏的每個星期日，拜副將徑禁止汽車通行，以便單車及行人通行。